# Gabriel Voisin

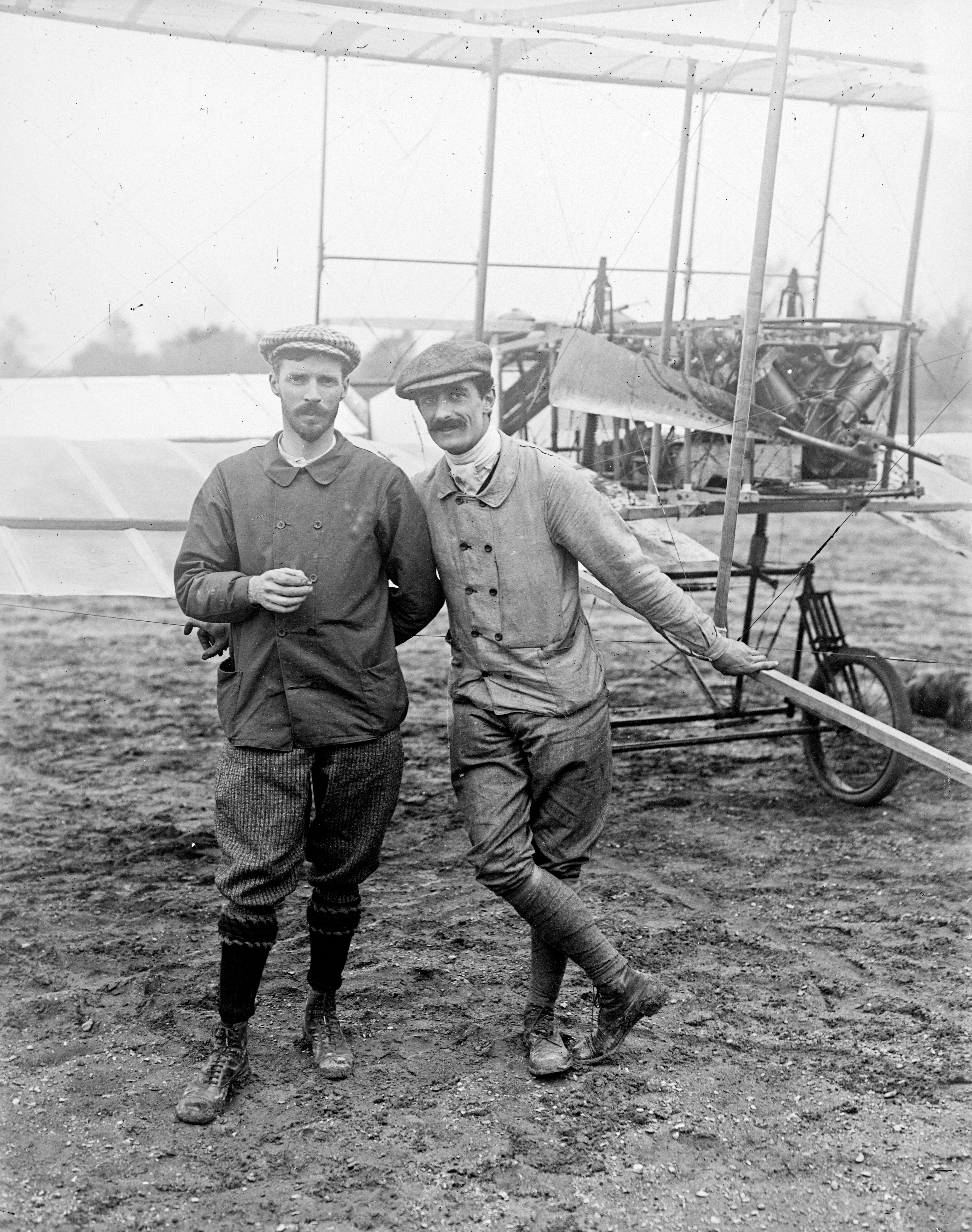
Henri Farman (links) en Gabriel Voisin (rechts)

Gabriel Voisin (Belleville (Rhône), 5 februari 1880 – Ozenay, 25 december 1973) was een Franse luchtvaartpionier.
Gabriel Voisin was al jong geïnteresseerd in de techniek en samen met zijn broer Charles ontwikkelde hij voordat hij 20 jaar was onder meer een geweer, een boot en een auto. In 1906 richtte hij samen met zijn broer de eerste luchtvaartonderneming ter wereld op, Les Frères Voisin. Gabriel Voisin hielp de Braziliaanse luchtvaartpionier Alberto Santos-Dumont met de bouw van zijn 14 bis vliegtuig dat in 1906 de eerste gemotoriseerde vlucht maakte in Europa.

## Voisin 1907 dubbeldekker

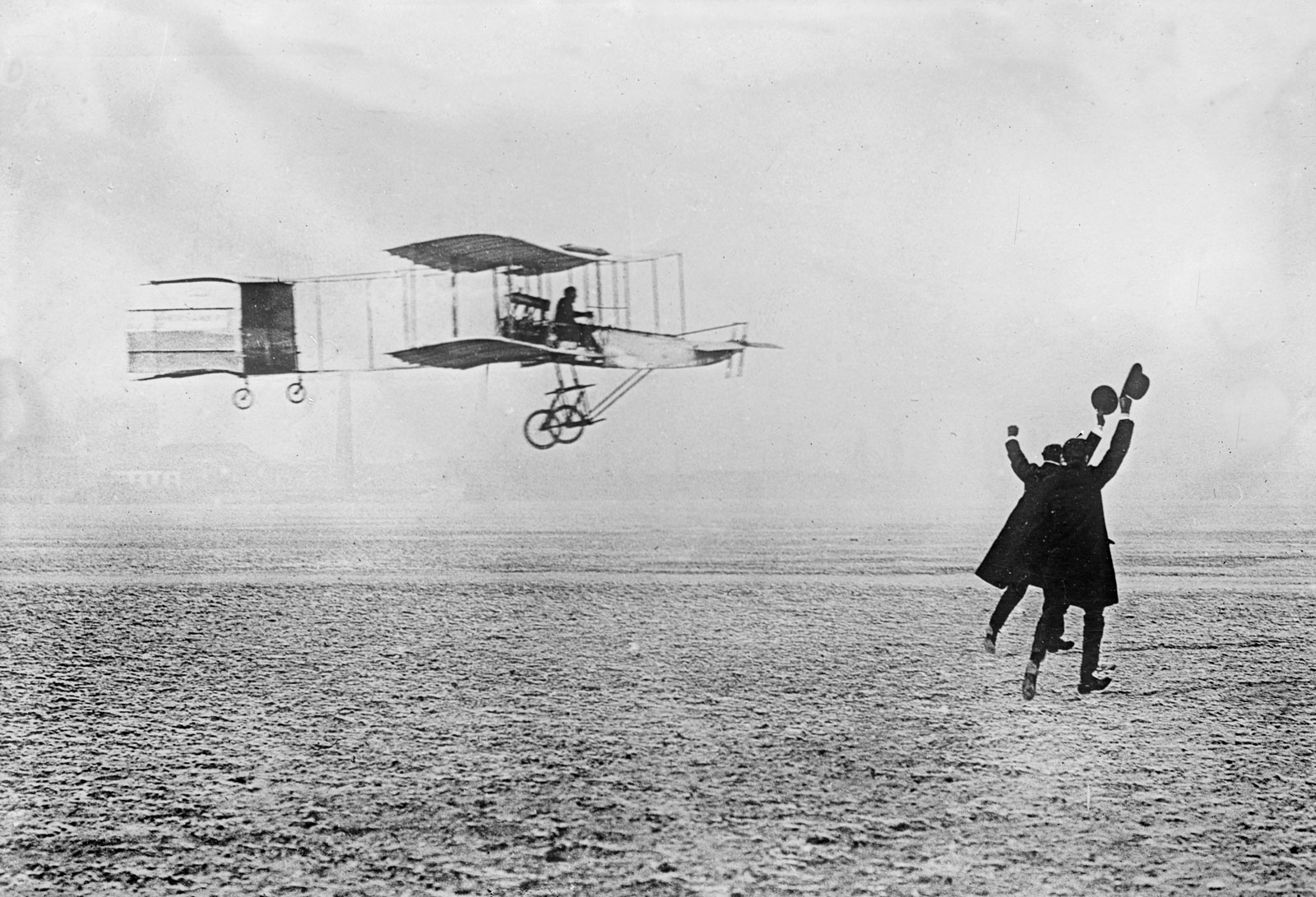
Voisin 1907, ook bekend als Henry Farman nr. I

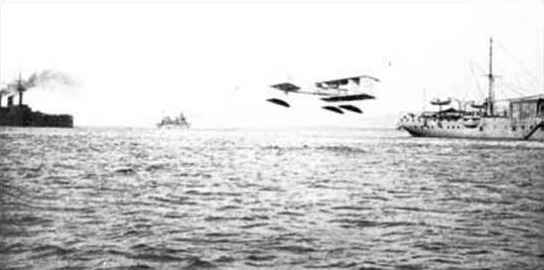
Experiment met watervliegtuig "Canard Voisin" en vliegdekschip "La Foudre" in juni 1912

Met de hulp van vliegenier Henri Farman bouwde Voisin tijdens de pioniersfase van de Europese luchtvaart in 1907 een dubbeldekker vliegtuig met duwpropeller, geïnspireerd op de Wright Flyer. Het van hout en linnen geconstrueerde eenpersoons vliegtuig had een spanwijdte van 10,8 meter en een lengte van 13,45 meter. Het maximum startgewicht bedroeg 550 kg. Het toestel werd voortgedreven door een watergekoelde Antoinette V8 motor (50 pk).
Vliegtuigen kregen in die tijd vaak de naam van de vliegenier en het toestel is derhalve ook bekend onder de naam Henry Farman nr. I. Farman heeft in 1907 en 1908 met dit toestel diverse Europese vliegrecords neergezet, zoals de eerste geheel gesloten vliegronde van 1 kilometer op 13 januari 1908.
Totaal zijn er van de Voisin 1907 ongeveer 60 stuks gebouwd. Na onenigheid met Voisin ging Henry Farman zijn eigen vliegtuigen bouwen zoals de in Europa later veel geïmiteerde Farman III.

## Voison automerk
De dood van Gabriel Voisin's twee jaar jongere broer in 1912 bij een auto-ongeluk was voor hem van grote betekenis. Het gebruik van zijn vliegtuigen voor oorlogsdoeleinden (in de Eerste Wereldoorlog) leverde gewetensproblemen op, waardoor hij zich terugtrok in de auto-industrie en het merk Avions Voisin oprichtte.
Hij bouwde auto's van hoge kwaliteit met technische hoogstandjes, zoals de schuivenmotor.

## Motor Fly
In 1919 vroeg hij patent aan voor zijn Motor Fly. Dit was een gemotoriseerd wiel dat het achterwiel van een normale fiets kon vervangen. Het had een 157cc-eencilinder tweetaktmotor waarvan, zoals bij veel hulpmotoren, de cilinder naar beneden wees. In 1920 kreeg hij een tweede patent omdat er nu ook twee versnellingen waren toegepast. Behalve dat het wiel kon worden vervangen door een normaal wiel, kon de motor ook ontkoppeld worden zodat er normaal gefietst kon worden. Bij gebruik voor aandrijving werd een 2,5 liter benzinetank aan het frame van de fiets gehangen.
Na de Tweede Wereldoorlog ontwikkelde Voisin juist een auto voor de kleine beurs, de Biscooter, die later in Spanje als Biscuter werd geproduceerd.